# Jefe Scout Mundial
Jefe Scout Mundial fue un título de honor otorgado a Robert Baden-Powell durante el 1.er Jamboree Scout Mundial en 1920. La máxima entidad de la Organización Mundial del Movimiento Scout es la Oficina Scout mundial que lleva a cabo las instrucciones de la Conferencia Scout Mundial y el Comité Scout Mundial. La Oficina está dirigida por el director entre 1920 y 1968 y por el Secretario General desde 1968.
- Portal:escultismo. Contenido relacionado con escultismo.